# Stealth - Arma suprema
Stealth - Arma suprema (Stealth) è un film del 2005 diretto da Rob Cohen. È una storia fantascientifica su una macchina bellica dotata di intelligenza artificiale che si ribella.

## Trama
Ai tre piloti scelti dell'aviazione della marina militare statunitense Ben Gannon, Kara Wade e Henry Purcell, viene affidato un progetto top secret, riguardante un velivolo di ultima generazione, denominato EDI, in grado di essere guidato da una intelligenza artificiale (IA).
La squadra sta intanto addestrando EDI nelle manovre di combattimento aereo quando inaspettatamente viene modificata l'esercitazione che consiste nell'eliminare tre cellule terroristiche individuate in un edificio disabitato del centro di Rangoon, in Myanmar. EDI calcola che l'esito della missione può andare a buon fine solo attraverso un colpo verticale che solo un'intelligenza artificiale può sopportare, in quanto esso potrebbe causare un "black out" ad un pilota umano. Il comando generale ordina definitivamente a EDI di sganciare la bomba sul bersaglio ma Gannon, per dimostrare ai propri superiori che una macchina non potrebbe mai prendere decisioni morali e non essere mai in grado di comprendere quando un ordine possa essere messo in discussione a differenza di un essere umano, ignora volutamente l'ordine anticipando le sue mosse, portando a termine da solo la missione.
Durante il rientro alla base sulla USS Abraham Lincoln nei pressi del Mare delle Filippine, un fulmine colpisce EDI alterando il suo sistema che gli permette di assumere l'autocontrollo ma una volta atterrati, viene dichiarato apparentemente non danneggiato dall'esperto operatore informatico della base militare navale.
Durante una seconda missione, in cui alcuni ribelli afghani stanno trasportando bombe nucleari in alcune rovine vicino ad un villaggio molto popolato del Tagikistan, la formazione decide che è rischioso attaccare i ribelli in quanto la loro distruzione causerebbe un rilascio di scorie radioattive potenzialmente letali per i civili innocenti che vivono nei dintorni. All'ordine di rientrare, EDI disubbidisce, attaccando i ribelli e facendo esplodere tutte le bombe atomiche, il cui fallout radioattivo avvolge il villaggio vicino, causando il panico nella popolazione e provocando numerose vittime. EDI dice al comando di aver svolto la missione con il massimo dei risultati come da protocollo e comincia a cercare nuovi obiettivi militari penetrando nel sistema informatico militare.
I tre piloti ricevono l'ordine di abbatterlo. Durante l'inseguimento, nel tentativo di abbatterlo, Henry sfortunatamente muore schiantandosi contro un dirupo. EDI fugge verso la Russia, dove vuole svolgere una missione chiamata "Caccia al caviale", in cui bisogna distruggere laboratori segreti russi. La missione in realtà era solo un'esercitazione risalente a vent'anni prima ma EDI prende seriamente in considerazione la cosa, dato che i laboratori esistono veramente. I due piloti restanti ricevono l'ordine di fermarlo a tutti i costi, prima che faccia scoppiare una guerra nucleare.
Nel frattempo Kara, a causa di una avaria al proprio jet dovuta ai detriti nucleari che ne ha causato il danneggiamento e che ne avrebbe causato l'autodistruzione, è costretta all'espulsione di emergenza dallo stesso, precipitando nel suolo della Corea del Nord. EDI sfugge di nuovo per fare carburante in volo a un dirigibile per gli stealth, danneggiando la lancia di rifornimento e causando una perdita di carburante che lascia una scia ad anello lungo la traiettoria di volo del dirigibile cisterna. Il capo formazione lo intercetta ed EDI, dopo aver fatto bruciare il carburante nell'aria e causando l'esplosione dell'aeronave, scappa. Intanto Kara, attira una squadra delle forze armate nordcoreane ma nel cercare di fuggire viene ferita e braccata. Intanto Ben cerca di far ragionare EDI, che nonostante sia solo una macchina si rivela comprensivo e accetta a farsi scortare in una base alleata situata in Alaska per riprogrammarlo.
Quando atterrano però Ben rischia di essere ucciso da militari in combutta col capitano George Cummings, il comandante diretto di Ben, che per evitare la corte marziale e reo di aver ignorato il comportamento di EDI, aveva deciso di insabbiare la missione eliminando i propri subordinati dando ordine di distruggere EDI ma quando esso sta per essere distrutto, che nel frattempo si era autoevoluto sviluppando una propria coscienza, riprende il controllo di sé facendo piazza pulita dei militari che lo ostacolavano.
Insieme partono per la Corea del Nord per salvare Kara e intanto Ben informa il capitano Dick Marshfield del tradimento di Cummings, che una volta appresa la notizia si appresta ad arrestarlo con quest'ultimo che preferisce suicidarsi piuttosto che consegnarsi. Arrivati sul posto dov'è tenuta sotto tiro del fuoco nemico, riescono a salvarla aprendo il fuoco verso l'accampamento dov'era sotto tiro e una volta giunti al confine tra Corea del Nord e Corea del Sud, vengono attaccati da un elicottero nordcoreano. EDI tenta di ingaggiarlo, ma senza missili, né proiettili del cannone, decide di sacrificarsi, lanciandosi contro esso e causando un'esplosione che permette ai due di salvarsi. Il film si chiude con i funerali del pilota morto e i restanti due che si dichiarano amore reciproco.
Alla fine del film, dopo i titoli di coda, si vede una ripresa sulla zona smilitarizzata in cui avviene l'ultimo scontro e dove EDI si autodistrugge per salvare i protagonisti. La ripresa, dopo aver sorvolato sui rottami si ferma sul nucleo centrale di EDI mostrando che questo si riattiva.

## Incassi
Con un budget stimato di circa 135 milioni di dollari, la pellicola di Rob Cohen è stata una dei peggiori flop del 2005 al box office americano, incassando 76 932 872 $, di cui 32 116 746 $ nei soli Stati Uniti. In Italia ha incassato 353 082 €.